# Giovanni Baronzio

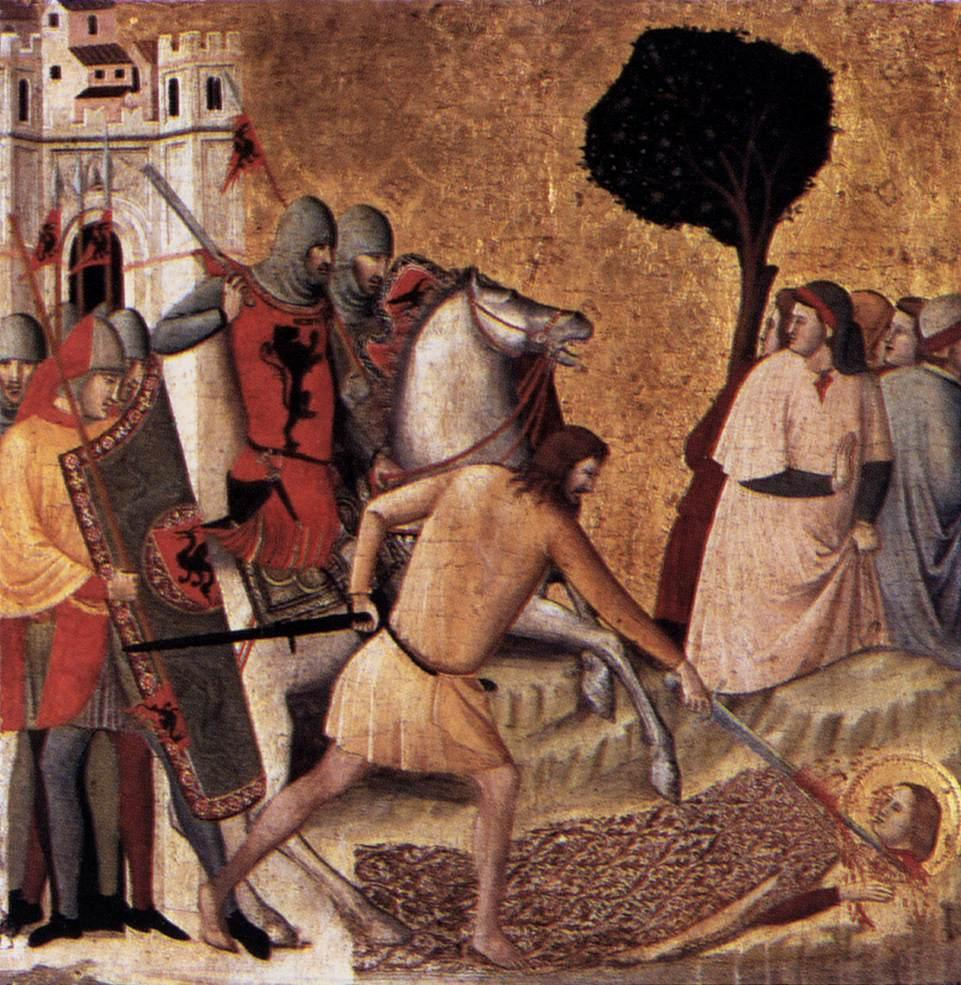
Decapitación de santa Colomba, Pinacoteca de Brera, Milán.

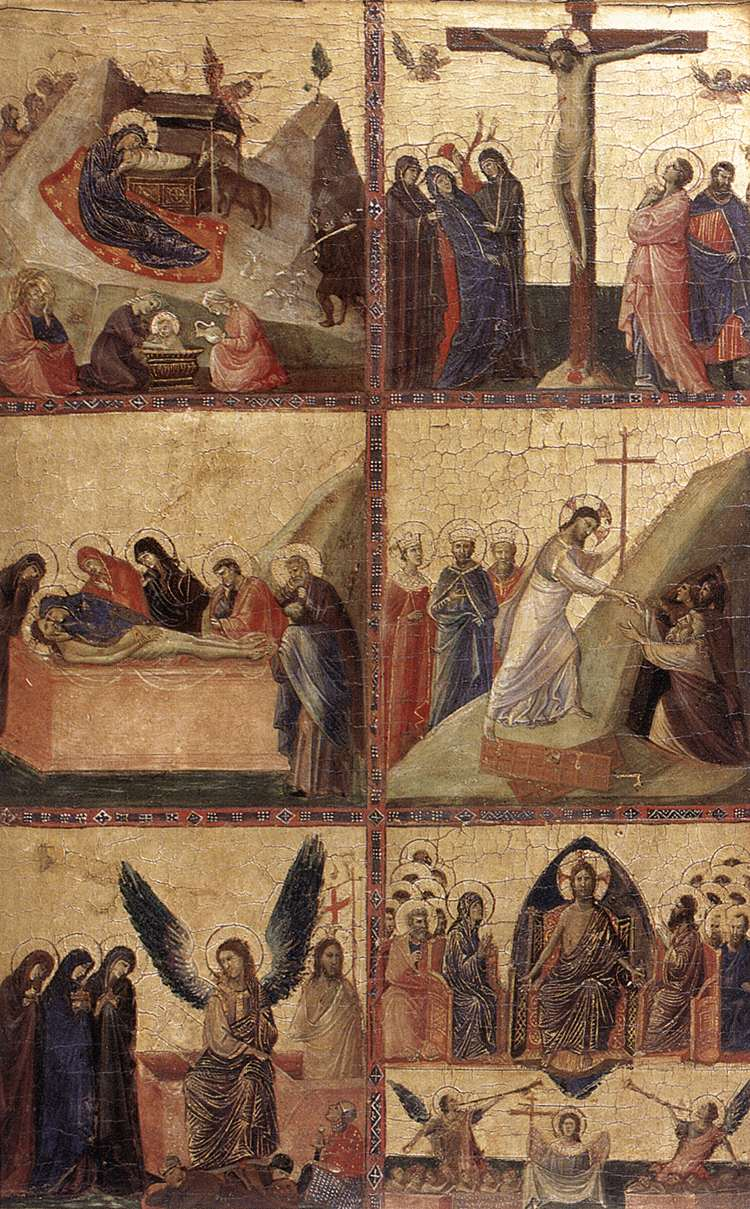
Retablo de la vida de Cristo, Galleria Nazionale d'Arte Antica, Roma.

Giovanni Baronzio o Giovanni da Rimini (nacido en Rímini y fallecido en la misma ciudad antes de 1362) fue un pintor de la Escuela de Rímini, seguidor del estilo de Giotto. No existe apenas documentación sobre su vida y su obra. 

## Única obra firmada: Políptico de la Virgen con santos y escenas de la vida de Cristo
Tan solo se conserva una obra firmada por su mano, el políptico con el tema central de la Virgen con el niño y dos ángeles, san Francisco y san Luis de Toulouse y, en los laterales, escenas de la vida de Cristo. Esta obra está firmada como Ioliannes Barontius de Arimino y datada en 1340. Era propiedad del convento franciscano de Macerata Feltria y hoy se conserva en la Galería Nacional de las Marcas de Urbino. El estilo de esta obra muestra su afinidad con Pietro da Rimini. Los fondos dorados recuerdan la técnica de pintores anteriores a Giotto, como Duccio di Boninsegna, pero las figuras y la composición muestran el conocimiento profundo del arte de Giotto.

## Atribuciones
El resto de obras que se le atribuyen no son seguras y su autoría también se adjudica a otros pintores de la Escuela de Rímino, como Pietro da Rimini o Giuliano da Rimini. 
Los historiadores Roberto Longhi y Federico Zeri consideran que los frescos del refectorio de la Abadía de Pomposa pertenecen a Baronzio. Giacinto Brandi le cree autor de parte de los frescos de la basílica de San Nicolás en Tolentino. Otros autores consideran ambas obras anónimas o de Pietro da Rimini y su taller. El nombre de Giovanni Baronzio ha sido propuesto como autor de las siguientes obras.
- Políptico de la Virgen con santos. Museo de San Francisco, Mercatello sul Metauro.
- Escenas de la vida de Cristo, Galleria Nazionale d'Arte Antica, Roma.
- Crucifixión, Pinacoteca Vaticana.
- Siete escenas de la vida de Cristo y cuatro santos, Metropolitan Museum, Nueva York.
- Crucifixión y Escenas de la Pasión, Pinacoteca de Bolonia.
- Vida de santa Colomba, Pinacoteca de Brera, Milán.
- Fresco de la Virgen con el niño y los santos León, Tomás de Aquino, Santiago el Mayor y Domingo, iglesia de Santo Domingo, Fano.
- Fresco de la Virgen con el niño, iglesia de Santa Maria del Piano, Sassoferrato.
- Crucifixión, iglesia de San Francisco, Sassoferrato.
- Virgen con niño y dos ángeles, Museo Liechtenstein, Viena.

## Muerte y sepultura
La fecha de fallecimiento de Baronzio se calcula por un documento de los hijos de 1362 que dice: «Iohis Barontii, et Deutacomandi Barontii, et Comandi filii quondam Magistri Ioliannis Barontii Pictoris de cont. S. Agnetis». Fue enterrado en la iglesia de San Francisco de Rímini, templo que posteriormente fue transformado por Leon Battista Alberti en el Templo Malatestiano. 